# Phokaia

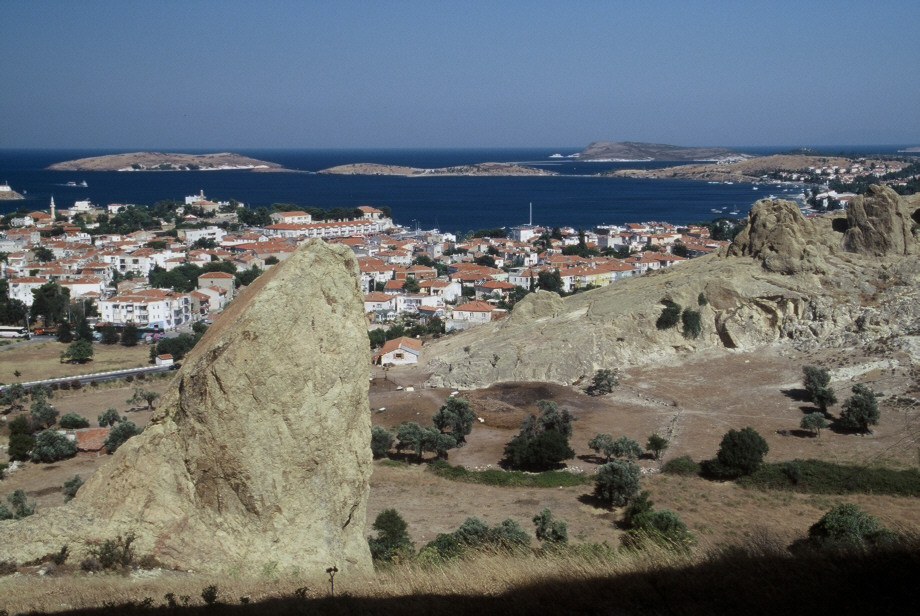
Blick auf Phokaia, das heutige Foça

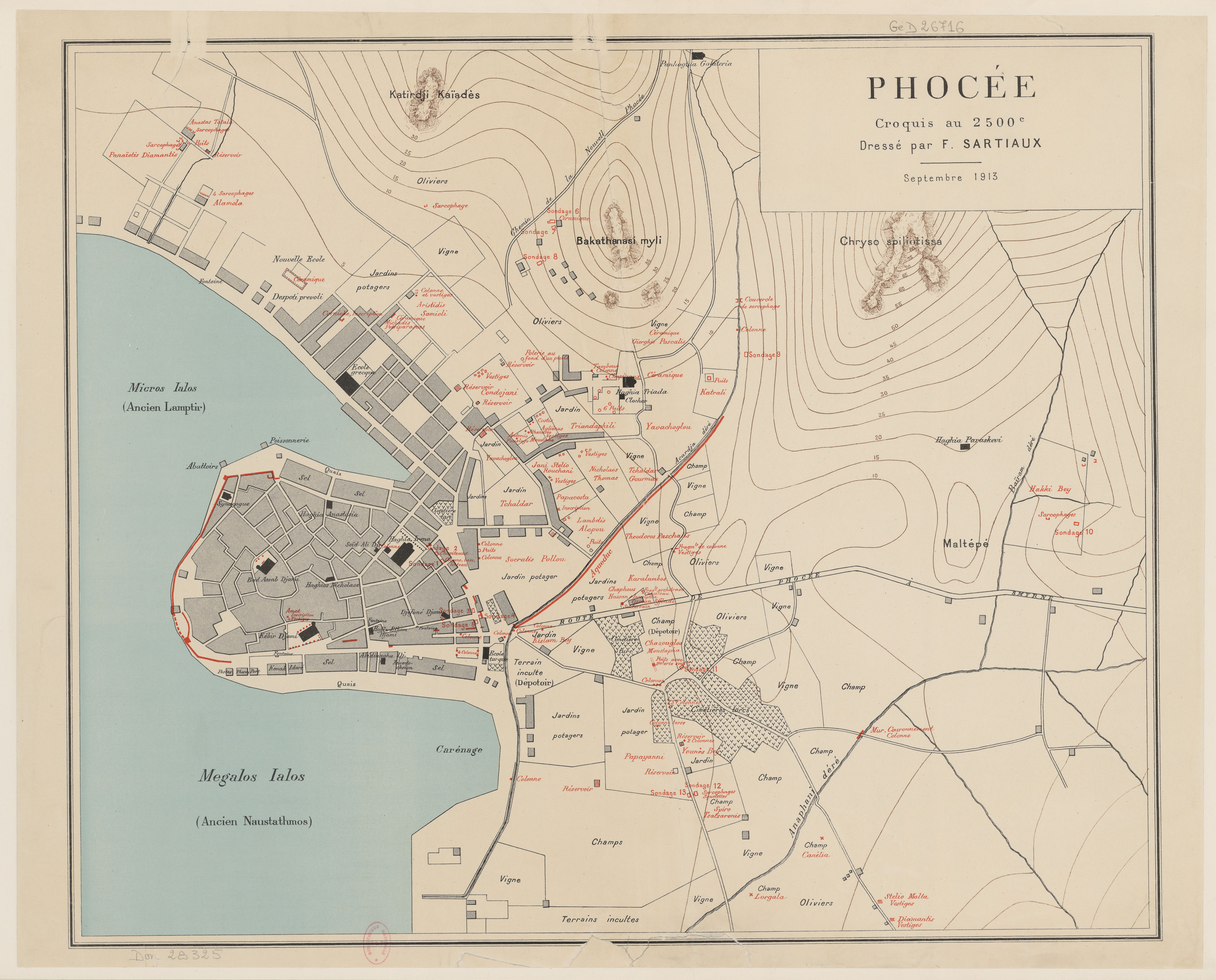
Plan von Phokaia (Felix Sartiaux, 1913)

Phokaia (altgriechisch: Φώκαια Phṓkaia, lateinisch Phocaea, heute türkisch Foça) war eine antike griechische Stadt in Kleinasien an der Küste des Ägäischen Meeres im Golf von Smyrna (heute Izmir in der Türkei). Die Stadt wurde zwischen dem 10. und 8. Jahrhundert v. Chr. von Siedlern gegründet, die vom griechischen Festland kamen. Der antike Name spiegelt sich auch in der Bezeichnung der heutigen türkischen Stadt Foça.

## Geschichte
Die antiken Texte geben nur wenig Aufschluss über den Ursprung, die Institutionen und die Kulthandlungen der Stadt. Ihre Bevölkerung soll sich aus Athenern und Phokidiern (Bewohner von Phokis) zusammengesetzt haben. Laut Herodot ist Phokaia die Schöpferin der ersten Langschiffe mit fünfzig Rudern (Pentekontere) und in der Region mit dem besten Klima der Welt angesiedelt, wo sich Hügel an eine weite, gut geschützte Bucht schmiegen.

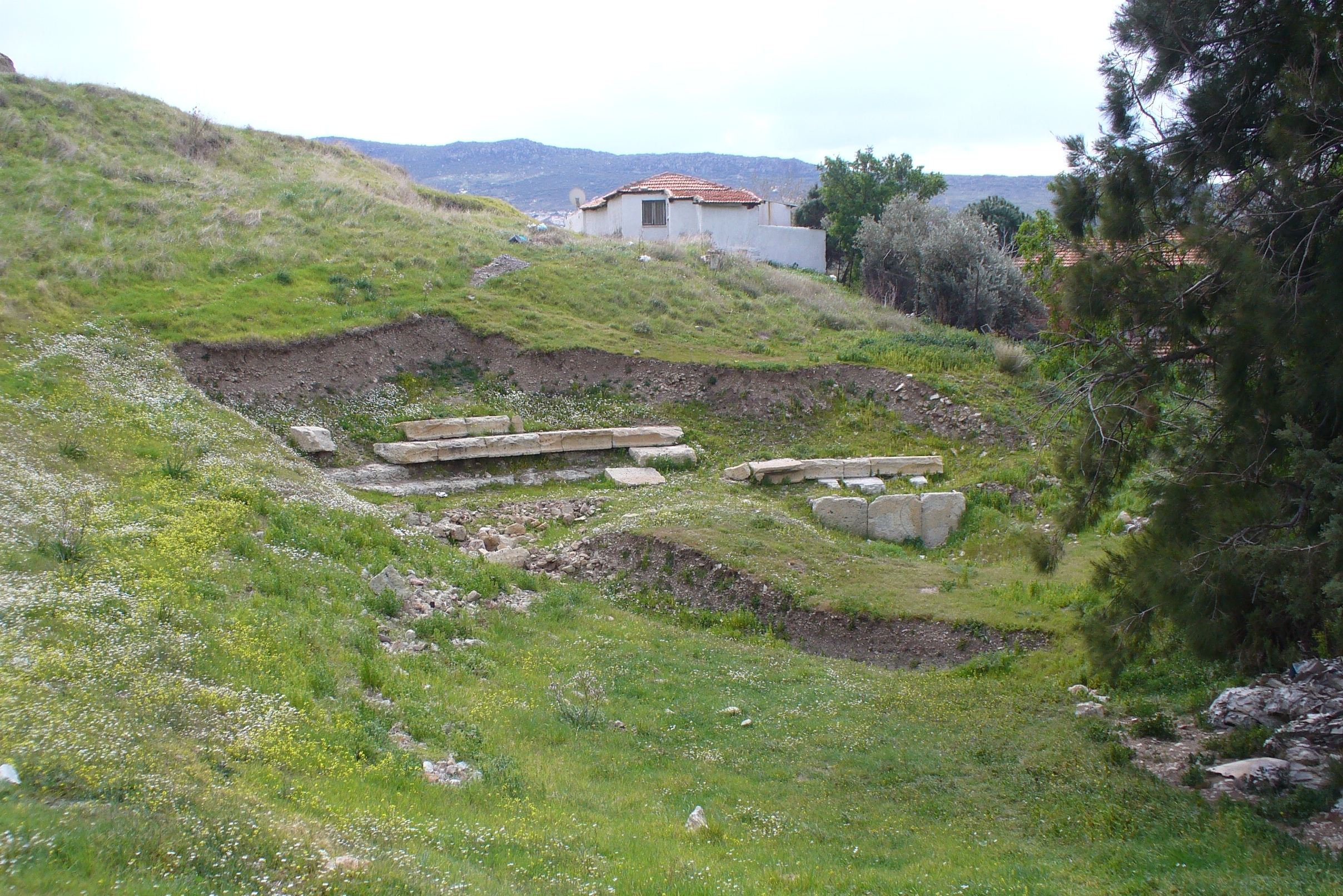
Überreste des Theaters von Phokaia

Phokaia war eine der zwölf Städte des Ionischen Bundes – der griechischen Dodekapolis in Kleinasien – zusammen mit Chios, Klazomenai, Kolophon, Ephesos, Erythrai, Lebedos, Milet, Myus, Priene, Samos und Teos. Diese Städte waren zwar im Bund zusammengeschlossen, unterhielten jedoch nur sehr lose Verbindungen untereinander. Das brachte sie in eine schwache Position, als sie ab dem 7. Jahrhundert v. Chr. gegen feindliche Mächte antreten mussten (die Lyder, die Kimmerer und vor allem die Perser unter Kyros II. ab 546 v. Chr.)
Die griechischen Städte Kleinasiens unterhielten rege Handelsbeziehungen mit ihrem Nachbarn, dem reichen und wohlhabenden Königreich Lydien. Als Anfang des 7. Jahrhunderts v. Chr. Invasoren aus dem Norden – die Kimmerer – Lydien und das Gebiet der griechischen Städte verwüsteten, verfolgte der lydische König Gyges eine Politik der Bündnisse und Eroberungen, wobei Lyder und Griechen sich zusammenschlossen, um gegen ihren gemeinsamen Feind zu kämpfen.
Gyges starb in der Schlacht, aber seine Nachfolger errichteten, nachdem Frieden eingekehrt war, ihr Königreich wieder und stellten die griechischen Städte unter ihre Verwaltung. Die griechischen Städte regierten sich weiterhin selbst, mussten jedoch Tribut zahlen und im Bedarfsfall ein militärisches Kontingent stellen. Umgekehrt wurden die Lyder von der griechischen Kultur beeinflusst.
Aus Phokaia stammte möglicherweise der Bildhauer Telephanes (griechisch Τηλεφάνης Tēlephánēs „der Strahlende“) der laut Plinius (Naturalis historia XXXIV, 68) für die Könige Dareios I. und Xerxes I. gewesen sein soll.

### Phokäische Kolonien
Die griechischen Städte Kleinasiens waren wohlhabend und ihr Reichtum wuchs mit dem Ausbau der Beziehungen zu ihren Kolonien, die sie rund um das Mittelmeer gegründet hatten. So wurde Phokaia im 6. Jahrhundert v. Chr. zur Metropole (Mutterstadt) der griechischen Kolonien im westlichen Mittelmeerraum. Die Phokäer gründeten nacheinander Massalia (Marseille) in der Nähe der Rhône-Mündung, dann Auenion (Avignon), Agathe Tyche (Agde), Aigitna (Cannes), Antipolis (Antibes) und Nikaia (Nizza), Allalia (Aléria), einen Handelsposten an der Ostküste Korsikas, und Hyele (Elea) in Süditalien sowie mächtige Kolonien in Spanien, wie Emporion (Empúries) in Katalonien. Das griechische Wort ἐμπόριον (empórion) bezeichnete einen Seehandelsplatz.
Phokäische Kolonien
- Massalia (Marseille)
- Auenion oder auch Aouennion (Avignon)
- Agathe Tyche (Agde)
- Aigitna (Cannes)
- Antipolis (Antibes)
- Nikaia (Nizza).
- Alalia oder Allalia (Aléria)
- Hyele (Elea)
- Emporion (Empúries/Ampurias)
- Tauroeïs (Le Brusc)
- Olbia (Sardinien)

### Zerstörung der Stadt
Im Jahr 546 v. Chr. wurde Phokaia von den Persern unter Kyros dem Großen eingenommen. Die reichen Familien der Metropole hatten genügend Zeit, um zu fliehen und in ihren Kolonien Zuflucht zu suchen, und trugen so zu deren Entwicklung bei. Dennoch wurde die Stätte von Phokaia nicht völlig aufgegeben, wie das im 4. Jahrhundert v. Chr. errichtete Theater beweist. Der berühmte Athena-Tempel stürzte nach einem Erdbeben im 2. Jahrhundert n. Chr. ein, wurde aber von den Römern aus Marmor wiederaufgebaut.